# Henrik Them Andersen
Henrik Them Andersen (født 16. juni 1982) er en dansk tidligere mellem- og langdistanceløber som løb for Sparta Atletik fra 2005, før det løb han for Bagsværd AC, hvor han har flere klubrekorder. Hans primære distance var tidligere 5000 meter men det blev senere maraton.
Them præsterede med tiden 2:16:06 i Frankfurt Marathon 2012 den hurtigste danske maratontid siden 1996, og blev den 13. hurtigste dansker gennem tiderne. Det gav ham en 22. plads i løbet og han kvalificerede sig samtidigt til VM i Moskva 2013. 
Them trænes af Claus Hechmann, tidligere var det Rakel Gylfadottir og Henrik Larsen.

## Efter sit karrierestop
I foråret 2017 måtte Them indstille sin aktive elitekarriere på grund af en medført hoftesygdom (hoftedysplasi). 
Samtidig med sit karrierestop startede han med at promovere løbesporten via podcasten Frontrunner. Her behandles små og store emner indenfor løbesporten. Udover podcasten træner Them en masse lovende løbere via sin personlig træner virksomhed Team Thempo.

## Personlige rekorder
- 800 meter: 1.57:02
- 1500 meter: 3.49:03
- 3000 meter: 8.10:21
- 5000 meter: 14.03:21
- 10.000 meter: 29.41:02
- 15 km: 45.15
- Halvmaraton – 1.04.11
- Maraton: 2.15.54

## Ekstern henvisning
- FrontRunner (Podcast)
- Henrik Them (Hjemmeside)
- Statletik (Atlet profil)